# Bom Despacho (tiểu vùng)
Bom Despacho là một tiểu vùng thuộc bang Minas Gerais, Brasil. Tiều vùng này có diện tích 7494 km², dân số năm 2007 là 148417 người.